# Ål
Ål es un municipio de la provincia de Buskerud en la región de Østlandet, Noruega. A 1 de enero de 2018 tenía una población estimada de 4626 habitantes.
Se encuentra ubicado al sur del país, al noroeste del fiordo de Oslo y cerca de las montañas de Halling y Hardanger.